# Фомичёв, Александр Иванович (металлург)
Алекса́ндр Ива́нович Фомичёв (1916, Кулебаки — 2001, там же) — советский металлург, лауреат Сталинской премии за выдающиеся изобретения и коренные усовершенствования методов производственной работы (1950).

## Биография
Александр Иванович Фомичёв родился в 1916 году в селе (ныне город) Кулебаки Ардатовского уезда Нижегородской губернии. После окончания Кулебакской начальной средней школы поступил в Выксунский металлургический техникум, который окончил в 1937 году. Работал мастером чугунолитейного цеха, затем начальником участка, заместителем и начальником чугунолитейного цеха на Кулебакском металлургическом заводе. В 1950 году был награждён Сталинской премией III степени за организацию поточного производства литых высокопрочных якорных цепей. С 1957 по 1961 годы — секретарь партийного комитета завода, с 1961 по 1965 годы — заместитель директора завода по коммерческо-финансовой части. В 1976 году вышел на пенсию. Скончался в 2001 году.

## Награды
Имел государственные награды:
- Сталинская премия за выдающиеся изобретения и коренные усовершенствования методов производственной работы
- Орден «Знак Почёта»